# Unterseeboot 280
Le Unterseeboot 280 (ou U-280) est un sous-marin allemand (U-Boot) de type VII.C utilisé par la Kriegsmarine (marine de guerre allemande) pendant la Seconde Guerre mondiale.

## Historique
Mis en service le 13 février 1943, l'Unterseeboot 280 reçoit sa formation de base à Danzig au sein de la 8. Unterseebootsflottille jusqu'au 31 juillet 1943, puis l'U-280 intègre sa formation de combat à la base sous-marine de La Rochelle avec la 3. Unterseebootsflottille, base qu'il ne rejoindra jamais.
Il réalise sa première patrouille, quittant le port de Kiel le 4 septembre 1943 sous les ordres de l'Oberleutnant zur See Walter Hungershausen. 

Après 36 jours en mer, l'U-280 est coulé le 16 novembre 1943 dans l'Atlantique Nord au sud-ouest de l'Islande près du convoi HX-265 à la position géographique de 49° 11′ N, 27° 32′ O par des charges de profondeur lancées d'un bombardier Consolidated B-24 Liberator britannique (du Squadron 86/M). 
Les 49 membres d'équipage meurent dans cette attaque.

## Affectations successives
- 8. Unterseebootsflottille à Danzig du 13 février au 31 juillet 1943 (entrainement)
- 3. Unterseebootsflottille à La Pallice du 1er août au 16 novembre 1943 (service actif)

## Commandement
- Oberleutnant zur See Walter Hungershausen du 13 février 1943 au 16 novembre 1943

## Patrouilles
|       | Commandant                 | Départ          | Départ | Arrivée          | Arrivée | Jours    | Succès |
| ----- | -------------------------- | --------------- | ------ | ---------------- | ------- | -------- | ------ |
| 1     | Oblt. Walter Hungershausen | 12 octobre 1943 | Kiel   | 16 novembre 1943 | Coulé   | 36 jours |        |
| Total | Total                      | Total           | Total  | Total            | Total   | 36 jours | 0 t    |

Note : Oblt. = Oberleutnant zur See

### Opérations Wolfpack
L'U-280 a opéré avec les Wolfpacks (meute de loups) durant sa carrière opérationnelle:
1. Körner (30 octobre 1943 - 2 novembre 1943)
2. Tirpitz 3 (2 novembre 1943 - 8 novembre 1943)
3. Eisenhart 3 (9 novembre 1943 - 15 novembre 1943)

## Navires coulés
L'Unterseeboot 280 n'a ni coulé, ni endommagé de navire ennemi au cours de l'unique patrouille (36 jours en mer) qu'il effectua.

### Source et bibliographie
- (en) Cet article est partiellement ou en totalité issu de l’article de Wikipédia en anglais intitulé « German submarine U-280 » (voir la liste des auteurs).
- Chris Bishop, historien militaire (trad. de l'anglais par Christian Muguet), Les sous-marins de la Kriegsmarine : 1939-1945 : le guide d'identification des sous-marins [« The spellmount submarine identification guide : Kriegsmarine U-boats 1939-1945 »], Paris, Éd. de Lodi, 2008, 192 p. (ISBN 978-2-84690-327-1, OCLC 470721805, BNF 41298980)